# Passerell
|  | Aquest article tracta sobre l'ocell. Vegeu-ne altres significats a «Passarell». |

El passerell eurasiàtic o simplement passerell, (Linaria cannabina) és un ocell esvelt de la família dels fringíl·lids i molt apreciat, pel seu cant semblant al del canari, com a ocell de gàbia. Al País Valencià, on també és conegut com a paixarell, el cant d'aquest ocell és molt apreciat i se n'organitzen concursos de cant regularment. Viu a tot Europa (llevat de la meitat nord d'Escandinàvia), Àsia occidental i Àfrica del Nord. És comú als Països Catalans.

## Altres noms
Passerell comú, passerell reial, passerell vermell, passerenc marcenc, passorell llinguer, llinqueret, marcenc, marçol, marçot, paixarell.

## Morfologia
Mesura 13 cm de llargària total i pesa entre 15 i 20 g. Té el dors brunenc, unes franges blanques a les ales i els marges de la llarga cua també són blancs. La femella presenta un plomatge brunenc ratllat. El mascle, a l'estiu, mostra el front i el pit de color vermell intens. Els joves són molt semblants a les femelles. Galtes fosques amb una petita taca clara al centre. Té els marges de les plomes primàries blancs. La nuca és grisa, i el bec curt i gris.

## Ecologia
Menja quasi exclusivament llavors d'herbes. La dieta dels petits passerells és reforçada amb algunes erugues. És parcialment sedentari car les poblacions septentrionals i orientals hivernen més al sud de la seua àrea de distribució. També presenta moviments altitudinals i desplaçaments cap a les costes a l'hivern. També és gregari fora de l'època de cria, de vegades barrejat amb el passerell becgroc (Carduelis flavirostris), gafarrons (Serinus serinus), caderneres (Carduelis carduelis) i verderols (Carduelis chloris). Pot arribar a viure nou anys.
Les seues poblacions pateixen una forta minva a causa de les pràctiques agrícoles actuals: com ara, l'ús de pesticides, la neteja de matollars i l'excessiva poda de bardisses. Cerca camps oberts, amb matolls i arbres dispersos aixecats en sòls pobres, per situar el niu d'herba i molsa, folrat amb pèl i llana, en un arbust i a poca alçada. La femella hi pon 4-6 ous a l'abril-juliol i els cova durant 11 dies. En l'alimentació dels pollets intervenen ambdós sexes, fins que aquells volen als 12 dies. Aquesta operació de cria es repeteix dos cops al llarg de l'any i, a voltes, tres.
Nidifica en molts llocs dels Països Catalans (tret del Delta de l'Ebre, d'alguns punts de l'interior i d'alguns de la costa, tot i que a l'hivern aquest darrer terreny és el preferit pels migradors transpirenencs). Cria abundantment a les Balears.

## Subespècies
- Carduelis cannabina autochthona (Clancey, 1946): Escòcia
- Carduelis cannabina bella (C. L. Brehm, 1845)
- Carduelis cannabina cannabina (Linnaeus, 1758): Europa, oest de Sibèria, Irlanda, Gal·les, Anglaterra, Pirineus, nord d'Itàlia, Eslovènia, nord de Croàcia, Romania, Ucraïna -llevat de Crimea- i nord del Kazakhstan
- Carduelis cannabina guentheri (Wolters, 1953): Madeira
- Carduelis cannabina harterti (Bannerman, 1913): Canàries orientals
- Carduelis cannabina meadewaldoi (Hartert, 1901): Canàries occidentals
- Carduelis cannabina mediterranea (Tschusi, 1903): Península Ibèrica, Balears, Còrsega, Sicília, Sardenya, sud d'Itàlia, Albània, Bulgària i Grècia[6][7][8]

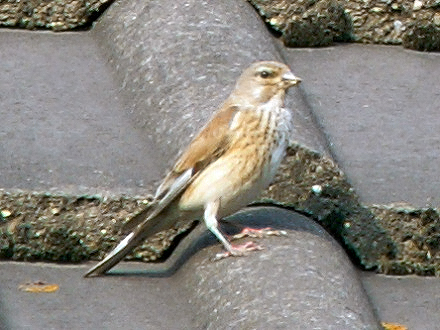
Exemplar femella
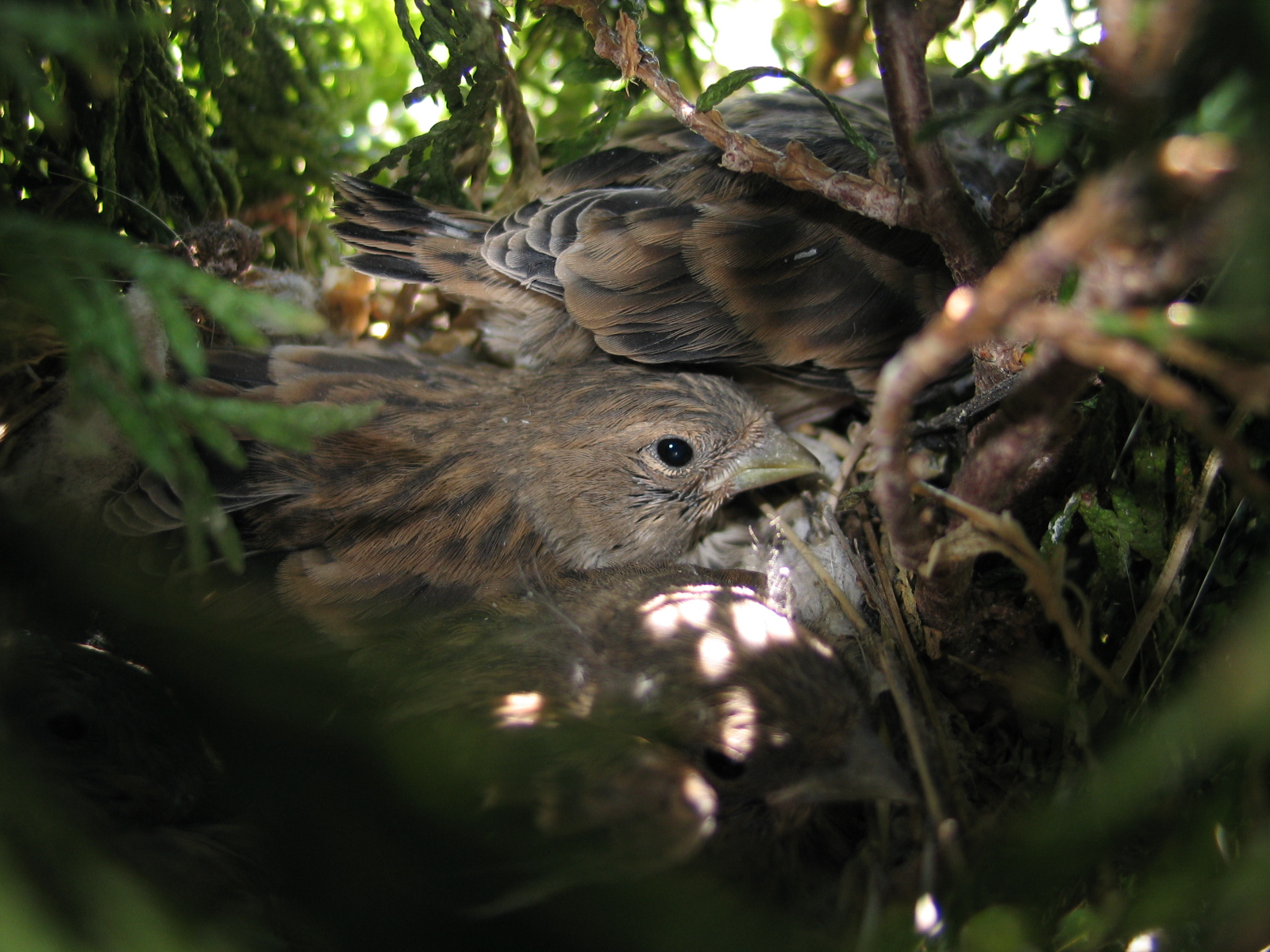
Passerells comuns al niu fotografiats a Eslovènia
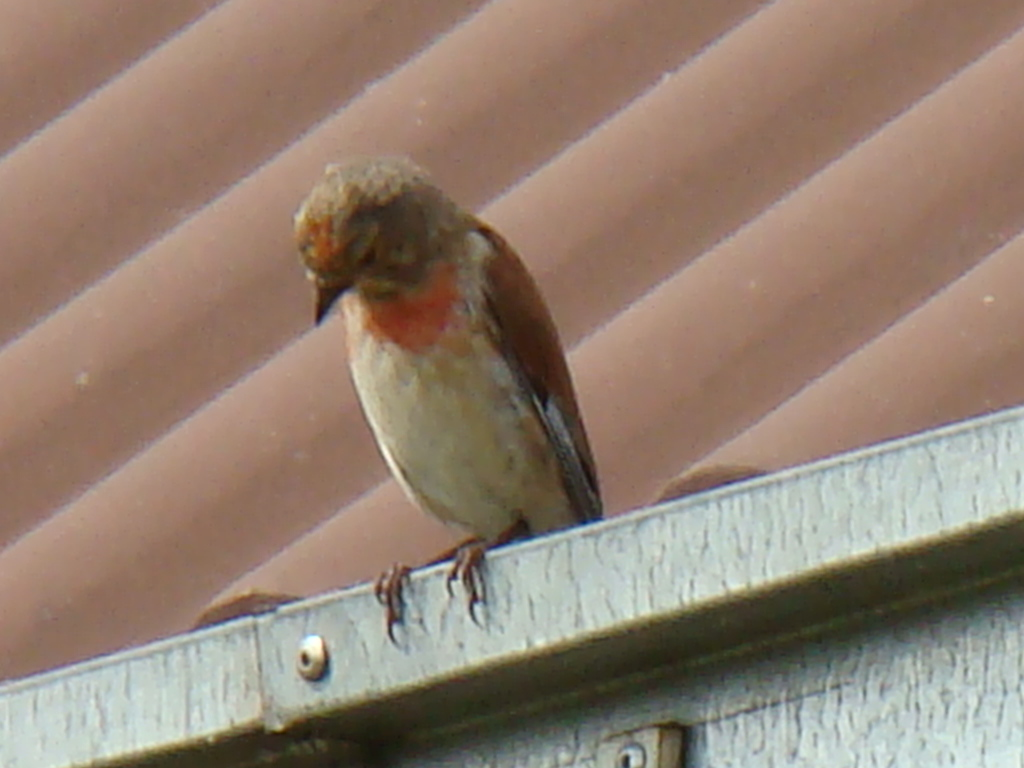
Imatge d'un passerell comú presa a Lituània
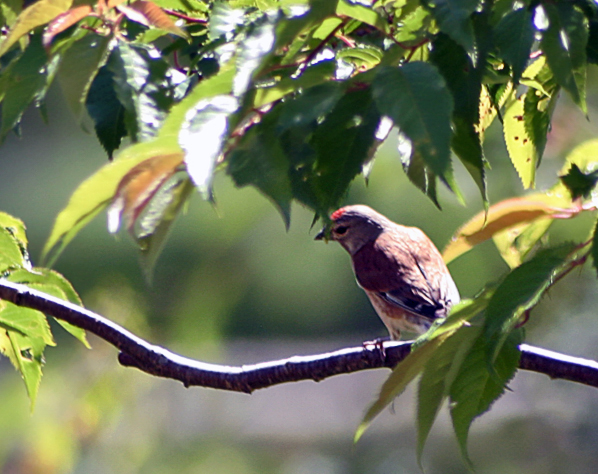
Exemplar del Nord d'Alemanya
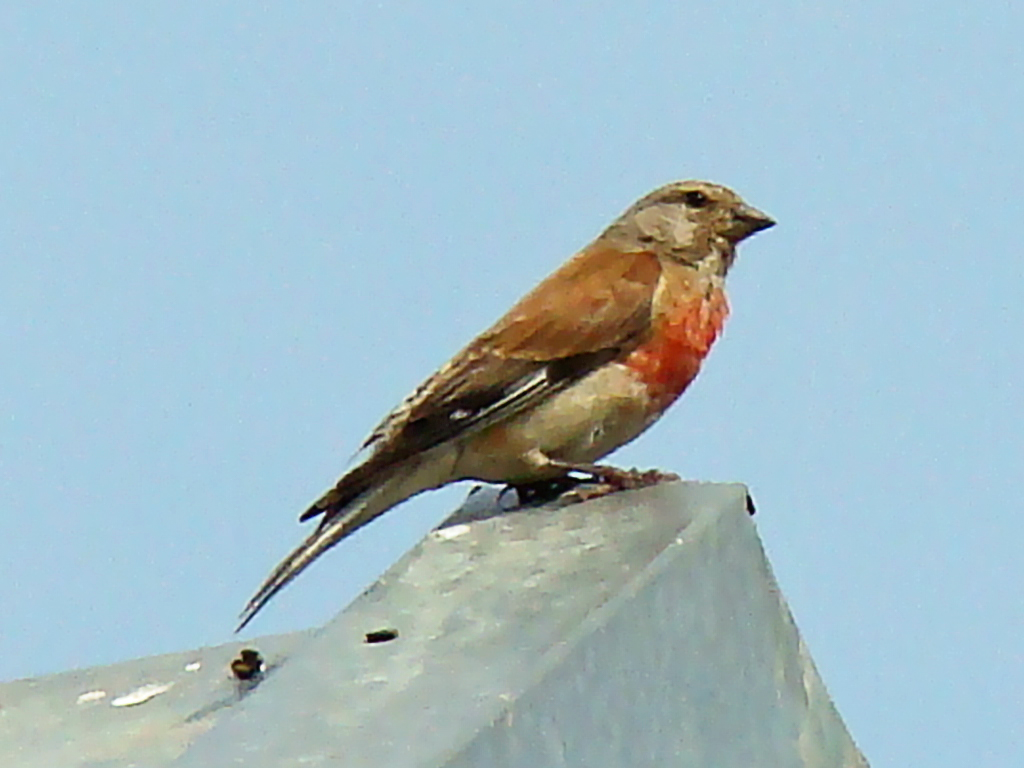
Exemplar fotografiat a Lituània